# Mount Vaughan
Mount Vaughan är ett berg i Antarktis. Det ligger i Västantarktis. Nya Zeeland gör anspråk på området. Toppen på Mount Vaughan är 3 020 meter över havet, eller 998 meter över den omgivande terrängen. Bredden vid basen är 3,5 km.
Terrängen runt Mount Vaughan är bergig österut, men västerut är den kuperad. Vaughan ligger uppe på en höjd som går i nord-sydlig riktning. Trakten är obefolkad. Det finns inga samhällen i närheten. 